# Buzz! Junior: Ace Racers
Buzz! Junior: Ace Racers (prt: Buzz! Junior: Corridas Loucas) é o quinto e mais recente jogo do Buzz! Junior de jogos de festa. Foi desenvolvido pela Cohort Studios e lançado em 2008 para o PlayStation 2.

## Recepção
GamesRadar marcou o jogo como 3/5 e ficou feliz com a variedade de tipos de jogos, mas criticou os minijogos de corrida e o locutor de " recordes presos". A Videogamer.com pontuou o jogo como 8/10 e elogiou a mistura de jogos, os gráficos coloridos e a facilidade de jogo, mas não estava decidido se era um Buzz! Junior melhor do que os anteriores.